# Giovanni Battista Borra
Giovanni Battista Borra (* 27. Dezember 1712 in Dogliani; † November 1786 in Turin) war ein italienischer Zeichner und Architekt.

## Leben
Borra studierte 1733 bis 1736 in Turin bei dem Architekten Bernardo Antonio Vittone. 1750 bis 1753 begleitete er Robert Wood und James Dawkins auf ihrer Reise in den östlichen Mittelmeerraum und fertigte in ihrem Auftrag u. a. die Zeichnungen der Publikationen der Ruinen von Palmyra und Baalbek an. Gestochen von Thomas Major erlangten sie eine hohe Bedeutung für die Rezeption der Antike und ihrer Architektur und begünstigten die Entstehung des Klassizismus ebenso wie seine Zeichnungen über das in gleicher Zeit wiederentdeckte Paestum, die Major ebenfalls stach.
Nach seiner Rückkehr arbeitete er als Architekt in England, wo er u. a. Entwürfe für das Haus und den Park von Stowe House und den Music room von Norfolk House in London (heute im Victoria and Albert Museum) entwarf. Auf Wunsch des Fürsten Ludwig Viktor von Savoyen-Carignan, für den er am Schloss von Racconigi tätig wurde, kehrte er 1756 nach Italien zurück.

## Werke
- Illustrationen zu Robert Wood: The ruins of Palmyra, otherwise Tedmore in the desart. London 1753. Digitalisat der Universitätsbibliothek Heidelberg: (https://digi.ub.uni-heidelberg.de/diglit/wood1753)